# Brockzetel
Brockzetel is een gehucht in het noordoosten van de gemeente Aurich in de deelstaat Nedersaksen in Duitsland.
Het plaatsje is zeer uitgestrekt, maar het heeft nog geen 400 inwoners.
In het gebied van Brockzetel is het enige terrein voor de zweefvliegsport van de gehele regio Oost-Friesland gelegen. De Segelflugplatz heeft een 1.100 meter lange en 100 m brede graspiste.

## Geschiedenis
Brockzetel was van oudsher een zeer arm veendorp met alleen enige schapen- en gevogelteteelt.
In de Tweede Wereldoorlog was Brockzetel de locatie van enige activiteiten van de Luftwaffe; er werd o.a. een schijnvliegveld aangelegd, bedoeld om geallieerde vliegtuigbemanningen ertoe te brengen, er hun bommen af te werpen en deze zo te verspillen.
Tegen het eind van de oorlog werd er een kamp voor gevangenen uit Frankrijk ingericht. Van daaruit moesten de gevangenen als boerenknecht werken. In 1945 werd het kamp omgevormd tot een 'Außenstelle' (buitenkamp) van het dwangarbeiderskamp „Schwarzer Weg“ te Wilhelmshaven.  Op 11 maart 1945 werden ca. 400 Nederlanders, die de oproep voor de Arbeitseinsatz hadden genegeerd, naar Brockzetel overgeplaatst. Ze moesten helpen, de door de geallieerden gebombardeerde Fliegerhorst Wittmundhafen te herstellen. Op 6 april 1945 werd het kamp ontruimd en de veelal zieke en verzwakte gevangenen werden naar Fedderwardergroden bij Wilhelmshaven verplaatst. Negen gevangenen overleefden dit alles niet. Sinds 1990 zijn ter plaatse herdenkingsbijeenkomsten, aanvankelijk ook nog in aanwezigheid van mannen die de gevangenschap hier hadden overleefd. In 1995 heeft de stad Aurich een gedenksteen voor de slachtoffers laten plaatsen.
Na de oorlog heeft de Britse Royal Air Force nog lange tijd een radarinstallatie te Brockzetel gehad.
- Virtual International Authority File: 163293719